# تپه خسرو رک ۱
تپه خسرو رک ۱ مربوط به دوران‌های تاریخی پس از اسلام است و در شهرستان بوئین‌زهرا، روستای خروزک واقع شده و این اثر در تاریخ ۱۰ مهر ۱۳۸۰ با شمارهٔ ثبت ۳۹۲۸ به‌عنوان یکی از آثار ملی ایران به ثبت رسیده است.